# Ceriospora dubyi
Ceriospora dubyi är en svampart som beskrevs av Niessl 1876. Enligt Catalogue of Life ingår Ceriospora dubyi i släktet Ceriospora,  och familjen Annulatascaceae, men enligt Dyntaxa är tillhörigheten istället släktet Ceriospora,  och familjen Amphisphaeriaceae. Arten är reproducerande i Sverige. Inga underarter finns listade i Catalogue of Life.